# 上木亭大庙
上木亭大庙，位于山西省晋城市沁水县龙港镇木亭村上木亭自然村西南。

## 保护
2013年1月，上木亭大庙公布为第三批晋城市文物保护单位，编号3-411。2016年6月6日，上木亭大庙公布为第五批山西省文物保护单位，古建筑类，编号5-105。